# Helius (Helius) perflavens
Helius (Helius) perflavens is een tweevleugelige uit de familie steltmuggen (Limoniidae). De soort komt voor in het Oriëntaals gebied.